# Бронза
Бро́нза — сплав меди, обычно с оловом в качестве основного компонента, но к бронзам также относят медные сплавы с алюминием, кремнием, бериллием, свинцом и другими элементами, за исключением цинка (это латунь), никеля (это мельхиор), цинка и никеля (это нейзильбер). Как правило, в любой бронзе в незначительных количествах присутствуют добавки: цинк, свинец, фосфор и другие.
Традиционную оловянную бронзу человек научился выплавлять ещё в начале бронзового века. Она широко использовалась очень долгое время, даже с приходом века железа бронза не утрачивала своей важности.
Плотность бронзы в зависимости от марки (и включения примесей) составляет 7500-8700 кг/м³; температура плавления — 930–1140°C.

## Этимология
Современные лингвисты выдвигают следующие гипотезы происхождения слова «бронза»:
- Романскую, согласно которой слово пришло в романские языки либо от персидского «berenj», означающего «медь», либо от названия города Бриндизи, из которого этот материал доставлялся в Рим;[2]
- Протославянскую, согласно которой слово имеет протославянское происхождение и буквально означает «бранный металл», где слово «брань» используется в древнем значении «сражение» (общеславянские корень «bron», особенно характерный для южнославянских языков, и суффикс «za», который по всей вероятности обозначал либо непосредственно литой сплав, либо технологический процесс его отливки и остывания; как в случае с общеславянским же словом «железо» — «zelé(želě)-zo»), что так или иначе сохранилось практически во всех славянских языках,[3] а в словенском языке слово «bron» (без каких-либо постфиксов) до сих пор означает бронзу).

## История
Самые древние бронзовые изделия, датируемые 5-м тысячелетием до н. э., были обнаружены на Иранском нагорье и у деревни Плочник в Сербии. В России наиболее древние бронзовые артефакты были обнаружены русским археологом Николаем Веселовским в 1897 году в районе реки Кубань (так называемая Майкопская культура, вторая половина IV тысячелетия до н. э.). Бронза майкопских курганов в основном представлена сплавом меди с мышьяком. Постепенно знания о прочном и пластичном металле распространились на Ближний Восток и Египет: здесь, после перехода к оловянно-медному сплаву, бронза обрела положение одного из важнейших декоративных материалов.
Исторически первой бронзой был сплав меди с мышьяком — так называемая мышьяковистая (или мышьяковая) бронза. По своим технофизическим свойствам мышьяковая бронза не уступала оловянной, а по разнообразию сортов, пригодных для тех или иных видов хозяйственной деятельности — от ответственных деталей до ювелирных изделий — даже превосходила её. Как явствует из археологических данных, в начале и даже в середине бронзового века мышьяковая бронза почти безраздельно господствовала на всём евразийском пространстве, за исключением, быть может, нескольких регионов, богатых «оловянным камнем» (современные Англия, Притяньшанье) или одновременно медными и свинцовыми рудами (Этрурия на северо-западе современной Италии).
Повсеместное вытеснение к концу бронзового века мышьяковой бронзы более дорогими сортами, в том числе оловянной, по-видимому, было связано сразу с несколькими причинами, в зависимости от региона действовавшими совместно или порознь. Среди них:
- высокая токсичность производства мышьяковой бронзы, с неизбежностью приводившая к инвалидизации металлургов и кузнецов со стажем (этот факт отразился в античном образе бога металлургии Гефеста, который изображается хромым);
- непригодность мышьяковой бронзы для металлургического передела: металлургический брак из такой бронзы, равно как и сломанные изделия из неё, переплавке на сортовой металл не подлежали, так как при переплавке часть мышьяка просто испарялась или выделялась в виде шлака и бронза становилась очень хрупкой, в лучшем случае могли быть использованы для изготовления бижутерии или неответственных деталей;
- выработка за многие века поверхностно залегающих, богатых медью и мышьяком месторождений теннантита и других блеклых руд, наиболее удобных для выделки мышьяковой бронзы (использование других источников мышьяка и меди значительно усложняло процесс и делало его более дорогостоящим).

Поэтому с развитием гужевого и морского транспорта, а вместе с ними и международных экономических связей, во многих регионах стало выгоднее импортировать немышьяковые сорта бронзы, чем производить собственную мышьяковую. С развитием крупного промышленного производства самым массовым видом бронзы стала оловянная, которую лишь в последнее столетие стали теснить конкуренты на основе ранее недоступных заменителей олова. По некоторым свойствам такие (безоловянные) бронзы превосходят оловянные: например, алюминиевые, кремниевые и особенно бериллиевые бронзы — по механическим свойствам, алюминиевые — по коррозионной стойкости, кремнецинковые — по текучести. Алюминиевая бронза благодаря красивому золотисто-жёлтому цвету и высокой коррозионной стойкости иногда также применяется как заменитель золота для изготовления бижутерии и монет. Прочность алюминиевой и бериллиевой бронз может быть дополнительно увеличена при помощи специальной термической обработки.
Классической маркой бронзы, применяемой издревле и до сих пор для литья колоколов, является колокольная бронза: 80% меди и 20% олова с разбросом соотношения 3%. Недостатком считается повышенная хрупкость, которой способствует большое содержание олова.

## Оловянная бронза
Оловянная бронза — классический вид бронзы, сплав меди с оловом (медь преобладает), один из первых освоенных человеком сплавов металлов. Она обладает значительно большей, по сравнению с чистой медью (освоенной ранее бронзы), твёрдостью, достаточной прочностью, более легкоплавка. Открытие бронзы сыграло огромную роль в освоении металлов человеком. Олово в любых марках оловяннистой бронзы всегда является вторым по количеству и основным легирующим компонентом сплава (медь — первым, а третье место отводится дополнительным добавкам: свинцу, цинку, мышьяку).
Оловянная бронза (кроме марок с низким содержанием олова — так называемой деформируемой бронзы) с трудом поддаётся обработке давлением (ковка, штамповка, прокатка и прочее), резанию и заточке. Благодаря этому бронза в целом — литейный сплав, по литейным качествам не уступает любому другому сплаву. Она обладает очень малой усадкой — 1%, тогда как усадка латуней и чугуна составляет около 1,5%, а стали — более 2%. Поэтому, несмотря на склонность к ликвации и сравнительно невысокую текучесть, бронзы успешно применяют для получения сложных по конфигурации отливок, включая художественное литьё.
Бронзы обладают высокой антикоррозионной стойкостью и хорошими антифрикционными свойствами. Этим обусловливается применение бронз в химической промышленности для изготовления литой арматуры, а также в качестве антифрикционного материала в других отраслях.
Оловянные бронзы могут быть дополнительно легированы цинком, никелем, фосфором, свинцом, мышьяком и другими металлами. Цинка добавляют не более 10% (в этом количестве он почти не изменяет свойств бронз, но делает их дешевле). Бронза с добавлением цинка называется «адмиралтейской бронзой» и обладает повышенной коррозионной стойкостью в морской воде. Свинец и фосфор улучшают антифрикционные свойства бронзы и её обрабатываемость резанием и давлением.

### Пушечная бронза
Пушечным металлом называют разновидность оловянной бронзы — сплав меди, олова и цинка, используемого для отливки орудий (89-86% Cu, 9-12% Sn, 2% Zn). Пушечные бронзы содержат в два раза меньше олова против бронз колокольных.

## Безоловянные бронзы
Бронзами также могут называть некоторые другие подобные традиционной бронзе сплавы меди, в которых олово отсутствует. Самые известные из них — латунь (сплав Cu-Zn) и константан (Cu-Ni), бронзой не являющиеся, а также алюминиевая бронза и бериллиевая бронза. В прошлом (Древний Рим, к примеру) латунь и константан носили собирательное название шпиатр и считались подделкой.
Существуют также многокомпонентные бронзы — сплавы с алюминием, кремнием, бериллием, свинцом и другими элементами.
Также необходимо упомянуть сплавы меди и фосфора. Они не могут служить машиностроительным материалом, поэтому их нельзя отнести к бронзам, однако они являются товаром на мировом рынке и предназначаются в качестве лигатуры при изготовлении многих марок фосфористых бронз, а также и для раскисления сплавов на медной основе.

## Марки сплавов
Бронза — это огромное семейство сплавов, обладающих разными свойствами в зависимости от своего состава, поэтому еще в СССР была разработана система обозначений состава конкретной бронзы. Зарубежные обозначения марок бронзы строятся подобным образом, с указанием элементов из таблицы Менделеева 
Сначала пишутся буквы Бр, а затем другие буквы, соответствующие металлу сплава. После каждой буквы ставят цифру концентрации в %. Если легирующего вещества менее 1%, цифру не ставят.
Например: БрО6Ц6С3
| Металл   | Буква | Элемент |
| -------- | ----- | ------- |
| Алюминий | А     | Al      |
| Железо   | Ж     | Fe      |
| Марганец | Мц    | Mn      |
| Олово    | О     | Sn      |
| Свинец   | С     | Pb      |
| Фосфор   | Ф     | P       |
| Цинк     | Ц     | Zn      |
| Никель   | Н     | Ni      |
| Кремний  | К     | Si      |

## Использование
Без бронзы невозможно обойтись в машиностроении, авиастроении и судостроении, благодаря ей изготавливаются станки, спецтехника. Она легче некоторых других металлов со сравнимой прочностью, изделия из бронзы долговечны и не подвержены воздействию солёной/морской воды. Из бронзы делают те детали, которые принимают на себя максимальную нагрузку. Небольшие изделия из сплава изнашиваются сравнительно небыстро (относительно других металлов).
Часто бронзы используются для изготовления подшипников скольжения и других деталях, подверженных трению скольжения, например, втулки в электродвигателях малой мощности, в насосах, компрессорах, вентиляторах и других механизмах. Также часто из бронзы изготавливаются венцы червячных колёс для червячных редукторов (в то же время вал-червяк изготавливается из легированной стали 40Х или 45Х), чаще всего в больших редукторах такие венцы представляют собой съёмные детали, крепящиеся к колесу болтами.
Бериллиевая бронза применяется для изготовления инструмента, не издающего искрения при использовании — такой инструмент предназначен для работы в пожаро- и взрывоопасных условиях.
Бронзографит (спечённый материал, состоящий из бронзы и частиц графита) используют для изготовления втулок для подшипников скольжения.
Адмиралтейская бронза (сплав олова меди и цинка), обладает высокой коррозионной стойкостью к подсоленной воде, данный сплав необходим при изготовлении элементов корпуса морских судов.
Алюминиевая бронза (сплавы меди с алюминием), в которых содержатся от 5% до 10% алюминия и 90-95% меди. Такая бронза хорошо сопротивляется окислению и действию морской воды — гораздо лучше, чем другие сплавы. Примесь кремния меняет цвет и свойства алюминиевой бронзы. Из алюминиевой бронзы изготавливают детали машин.
Кремниевая бронза отличается хорошей электропроводностью, употребляется для телефонных проволок.